# Vương Thực
Vương Thực (chữ Hán:王植; bính âm:Wang Zhi; ???-200) là một nhân vật hư cấu trong tiểu thuyết lịch sử Tam Quốc diễn nghĩa của nhà văn La Quán Trung. Trong triểu thuyết này Vương Thực được mô tả là thái thú Huỳnh Dương dưới trướng của Tào Tháo và là thông gia với Thái thú Lạc Dương là Hàn Phúc. Vương Thực đã bị Quan Vũ giết hại khi truy đuổi không cho ông này tìm về với người anh kết nghĩa của mình là Lưu Bị, điều đó được thể hiện trong điển tích "qua năm ải, chém sáu tướng" tại Hồi thứ 27.

## Câu chuyện

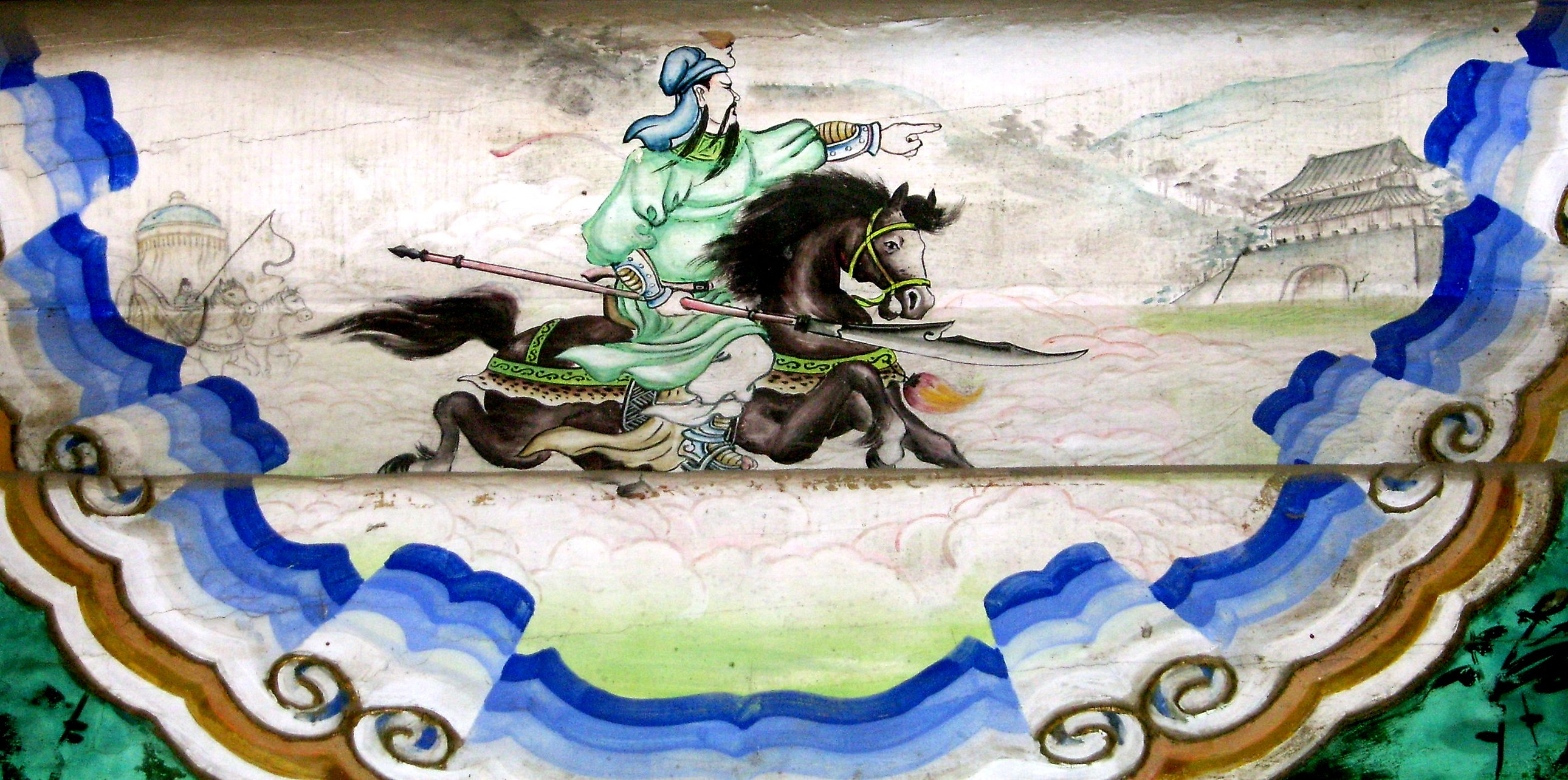
Quan Vũ hộ tống hai vị phu nhân

Sau khi Quan Vũ đi qua ba ải và chém 04 tướng Khổng Tú, Hàn Phúc, Mạnh Thản và Biện Hỉ thì đoàn đã tới lãnh địa ở Huỳnh Dương. Vương Thực vốn là thông gia với Hàn Phúc, nghe tin Hàn Phúc bị Quan Vũ giết liền nghĩ kế hại ngầm. Khi Quan Vũ đến nơi, Vương Thực đón chào tử tế và mời Quan Vũ cùng đoàn vào nhà khách nghỉ tạm một đêm cho đỡ mệt rồi ngày mai lên đường. Trong nhà khách xếp đặt chu tất và Vương Thực mời Quan Vũ đi dự tiệc, Quan Vũ cáo từ nhưng Vương Thực còn sai người đưa cỗ đến nhà khách. Quan Vũ vì đi đường nhọc mệt, mời hai chị ăn cơm chiều xong, để hai chị nghỉ ở phòng chính rồi sai những người tuỳ tùng đi nghỉ, cho ngựa ăn. Ông ta cũng cởi áo giáp nghỉ ngơi.
Lúc đó Vương Thực mới gọi mật gọi tùng sự là Hồ Ban và dặn rằng: "Quan Vũ đi trốn, giữa đường lại giết thái thú và tướng giữ quan, phạm tội đáng chết. Người ấy vũ dũng khó địch nổi. Đêm nay ngươi đem một nghìn quân vây kín nhà khách, mỗi người một bó đuốc, đợi đến canh ba, nhất tề phóng hoả. Không phân biệt ai, đốt chết hết. Ta tự đem quân ứng tiếp".
Hồ Ban vâng lời điểm quân sĩ, ngầm đem củi khô chất đầy chung quanh nhà khách, hẹn giờ khởi sự. Nhưng sau đó Hồ Ban gặp Quan Vũ và thấy khâm phục đồng thời đọc được bức thư của cha liền cảm động và mật báo cho Quan Vũ biết chuyện và giúp Quan Vũ trốn thoát. Quan Vũ đi được vài dặm, thì Vương Thực dẫn quân đuổi theo và mới đánh với Quan Vũ thì đã bị chém chết tại chỗ.

## Trọng Tương vấn Hán
Trong tác phẩm Trọng Tương vấn Hán, Vương Thực được đề cập đến là hậu kiếp của Vương Ế một trong sáu tướng phản bội Hạng Vũ, nên đã phải trả giá vì hành vi của kiếp trước.